# Anna May Wong
Anna May Wong, eredeti nevén Wong Liu-tsong (kínaiul 黄柳霜 / 黃柳霜, Huáng Liǔ-shuāng, magyaros: Huang Liu-suang; Los Angeles, 1905. január 3. – Santa Monica, Kalifornia, 1961. február 2.) kínai származású amerikai színésznő.
Wong a 20. század elején a modern kínai nők egyik legjelentősebb, világszerte ismert képviselője volt.
Az 1920-as és 1930-as években, amikor Hollywoodot merev rasszizmus jellemezte és a filmipar cenzúrája számos kelet-ázsiai színész, illetve színésznő karrierjét megakadályozta, mindezek ellenére ő volt az első kínai származású amerikai színésznő, akinek sikerült világhírnévre szert tennie.
Az Amerikai Egyesült Államokba kivándorolt kínai család gyermekeként született és a 20. század elején a modern kínai nők egyik legjelentősebb, világszerte ismert képviselőjévé vált. Kínában, különösen a kínai sajtóban azonban eltérő véleménnyel nyilatkoztak filmjeiről, hiszen ez időben elutasítóan vélekedtek a nők emancipációjáról és különösen a befolyásos Szung Mej-ling, Csang Kaj-sek felesége volt elutasító vele szemben.

## Életrajza

### Gyermekkora
Anna May Wong nagyszülei a 19. század közepén vándoroltak ki Kínából Kaliforniába. Szülei Los Angeles kínai negyedében (Chinatown) – Lo Sangban – egy mosodát (Sam Kee Laundry) üzemeltettek. Egy utcával arrébb a kínai negyedtől, a kínaiak, írek, németek és japánok lakta Flower Street-en született a házaspár második gyermekeként, Wong Liu-tsong néven (jelentése: fagyott sárga fűzfa). 1910-ben a család a szomszédos Figueroa utcába költözött, ahol a többnyire mexikói és kelet-európai családok mellett ők voltak az egyetlen kínaiak. A két utca, ami elválasztotta az új otthont Chinatowntól lehetővé tette, hogy Wong beleolvadjon az amerikai kultúrába. Sok kínai származású amerikaihoz hasonlóan részben presbiteriánus nevelést kapott, részben pedig a neokonfucianizmus szellemében nevelkedett. Először egy vegyes iskolába járt, később – amikor fehér osztálytársai rasszista csúfolódásainak célpontja lett – egy olyan oktatási intézménybe került, ahol csak kínai gyerekek tanultak.

### Pályafutásának kezdetei

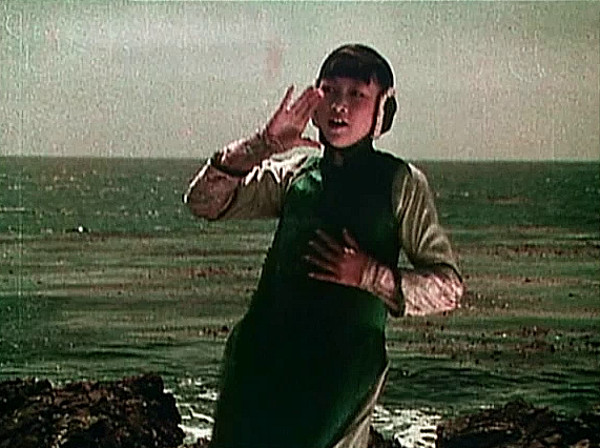
Anna May Wong a The Toll of the Sea című filmben

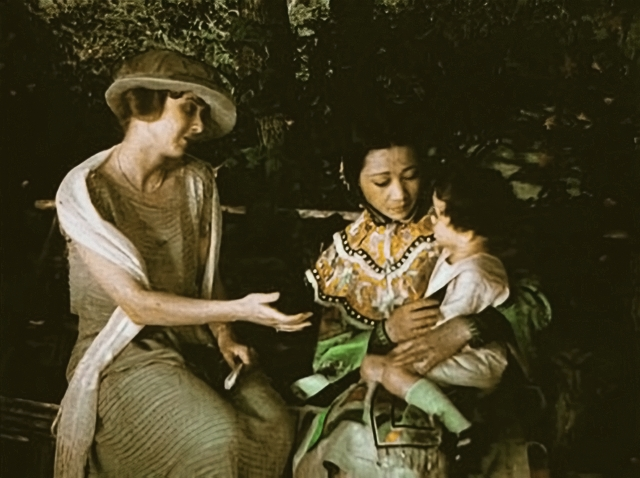
Anna May Wong a The Toll of the Sea című film egyik jelenetében

Csaknem ugyanebben az időben helyezte át székhelyét az amerikai filmgyártás a keleti partról a Los Angeles-i vidékre. Sok új mozi épült Wong közelében, ő pedig elhanyagolta az iskolát, nickelodeon mozira költötte a zsebpénzét, és egyre inkább a filmek megszállottja lett. Wong egy-egy mozilátogatás után titokban, otthon a tükör előtt gyakorolt, így tanulta meg a színészkedést.
Már kilencévesen filmszerepekért könyörgött, hamarosan felfigyeltek rá a színészek is és a C.C.C. vagy Curious Chinese Child néven emlegették. Tízévesen egy divatfényképésznek pózolt, és 11 évesen került szóba először az Anna May Wong művésznév, amelyben angol és kínai családi neve keveredik. 14 évesen játszotta első kis filmszerepét a híres némafilmsztár, Alla Nazimova mellett Albert Capellani The Red Lantern (1919) című filmjében.
A következő két évben statisztaként dolgozott különböző filmekben, többek között Priscilla Dean és Colleen Moore mellett. Közben iskolába járt, de megbetegedett (nyavalyatörést állapítottak meg nála), ami miatt hónapokig hiányzott. A lelki összeomlás szélén volt, amikor édesapja elvitte egy hagyományos kínai orvoslást gyakorló orvoshoz és a kezelés sikeresnek bizonyult.
Első mecénása Marshall Neilan filmrendező volt, aki 1920-ban egy kisebb szerepet adott neki a Dinty című kalandjátékában. Következő szerepe Toy Sing alakítása volt Neilan Bits of Life című filmjében (1921), ami azért érdekes és említésre méltó Wong életművében, mert ekkor – 16 évesen – játszott először és utoljára anyaszerepet. Később a Hollywoodban elterjedt sztereotípiák és törvények (Hollywood első önkorlátozó szabálygyűjteménye) gyakran megakadályozták, hogy egy ázsiai külsejű személy anyaként jelenjen meg a filmvásznon. 1921-ben megszakította iskolai tanulmányait (Los Angeles High School), hogy életét teljesen a filmes pályafutásnak szentelje.
Wong 1922-ben, 17 évesen kapta első nagyobb szerepét a The Toll of the Sea című filmben.
Frances Marion, a film forgatókönyvírója, Giacomo Puccini Pillangókisasszony című operájának cselekményeihez hasonló történetet írt. Maga a szerző sem tagadta a hasonlóságot, Anna May pedig „Madame Butterfly mostohalányának” tekintette Lotus Flowert (Lótuszvirág), a film női alakját. A film az elsők között volt, amely korai technicolor-eljárással készült és ezzel a világ egyik első színes filmjei közé tartozik. Eredeti történet hiánya ellenére, az új eljárásnak köszönhetően a film nagy siker lett. A Variety dicsérte Wongot, külön kiemelte „kivételesen szép színészi játékát”. A The New York Times kritikájában azt is megemlítette, hogy gyakrabban kellene megjelennie a mozivásznon. A jó visszhangok ellenére Hollywood továbbra is vonakodott főszerepeket adni Wongnak származása miatt. Lótuszvirág alakítását több, a china doll klisének megfelelő szerep követte: az ázsiai lány feláldozza életét egy fehér férfi iránti reménytelen szerelme miatt.

### Csillag születik
1924-ben Anna May Wong Raoul Walsh kalandfilmjében, A bagdadi tolvajban (The Thief of Bagdad), a karrierjének csúcspontján lévő Douglas Fairbanks mellett egy mongol rabszolganőt játszott. Rövid szereplésével magára vonta a nézőközönség és a kritikusok figyelmét. Alakításával nemzetközi hírnévre tett szert és ezzel megszületett az első kínai-amerikai filmcsillag. Mivel tudta, hogy az amerikaiak – annak ellenére, hogy Kaliforniában született és nőtt fel – külföldinek tekintik, tudatosan dolgozott egy flapper külső kialakításán: nagy feltűnést keltett szűk, hasát mutogató ruhájával és homlokba lógó póni frizurájával, ami ettől kezdve ismertetőjelévé vált.
Ugyanebben az évben Herbert Brenon Peter Pan című filmjében Lily tigris szerepét játszotta.
Az 1920-as évek második felében Wong számára egyre nyomasztóbbak lettek a munkakörülmények Hollywoodban. Nyilvánvalóvá vált, hogy Wong karrierje, az USA különböző emberi fajok keveredése elleni törvénye miatt, igen behatárolt: ezek az előírások például megakadályozták, hogy a mozivásznon egy yellowfaceben megcsókoljon egy európai vagy amerikai színészt. Egy-egy yellowface megoldású filmben minden ázsiai szerepet fehér bőrű színészek játszanak, még akkor is, ha a film összes alakja ázsiai.
Wong továbbra is mellékszerepeket alakított kisebb filmekben – többek között Oliver Hardy egy filmjében (The Honorable Mr. Buggs), a Mr. Wu című darabban, valamint egy Stan és Pan filmben (Why Girls Love Sailors) –, de a dicsérő és kedvező kritika ellenére egyre csalódottabb lett, ezért más utakat keresett. 1925 elején egy sorozatfilm szereplőivel (Bryant Washburn, Cullen Landis, Ruth Stonehouse, Phyllis Haver és Helen Holmes) vaudeville-turnén vett részt.
Még ebben az évben egy eurázsiai nőt játszott a Lord Chumley című novella filmfeldolgozásában (Forty Winks). 1927-ben fényképsorozat jelent meg róla a Theatre Magazine-ban és ezt további felvételek követték: Emil Otto Hoppe angol fényképész Wongról készített képeiből képeslapok készültek. A divatvilág ellenállhatatlannak tartotta. Egy évvel később Edward Steichen a Vanity Fair fényképész-szerkesztője és Carl Van Vechten a lap kritikusa is felfigyelt rá. Nemzetközi hírneve is egyre nőtt: angol folyóiratok egész oldalas cikkeket közöltek róla, de japán filmes újságok is rendszeresen megemlítették oldalaikon, ha Wong feltűnt egy újabb filmben, akármilyen rövid szerepe is volt, ami azt jelzi, hogy számos rajongója volt Japánban. Kínában is megjelent egy népszerű női magazin címlapján, és a lap kiadójával, Wu Liandeval készült fényképe pedig jelentősen hozzájárult népszerűsége növekedéséhez.

### Európa (1928–1930)
Wong kezdett belefáradni abba, hogy csak mellékszerepeket kap és a jelentősebb kínai karakterszerepeket nem ázsiai színészeknek adják. Bár jól keresett, ő főszerepekről és világhírnévről álmodozott. 23 évesen elege lett abból, hogy filmjeiben mindig meg kellett halnia. Komoly ellentétbe került a Metro–Goldwyn–Mayer filmgyárral, amikor a filmcenzúra legfrissebb filmjében, az Across to Singapore-ban jeleneteket írt át és jelentősen megrövidítette egyébként is rövid alakítását. 1928. május végén úgy döntött, hogy elhagyja az Egyesült Államokat és Európába megy. Akkoriban más színes bőrű művészek is hátat fordítottak az USA-nak: Josephine Baker már 1925-ben Európába költözött, táncával kezdetben Párizsban és Berlinben szórakoztatta és hódította meg a közönséget.

#### Németország

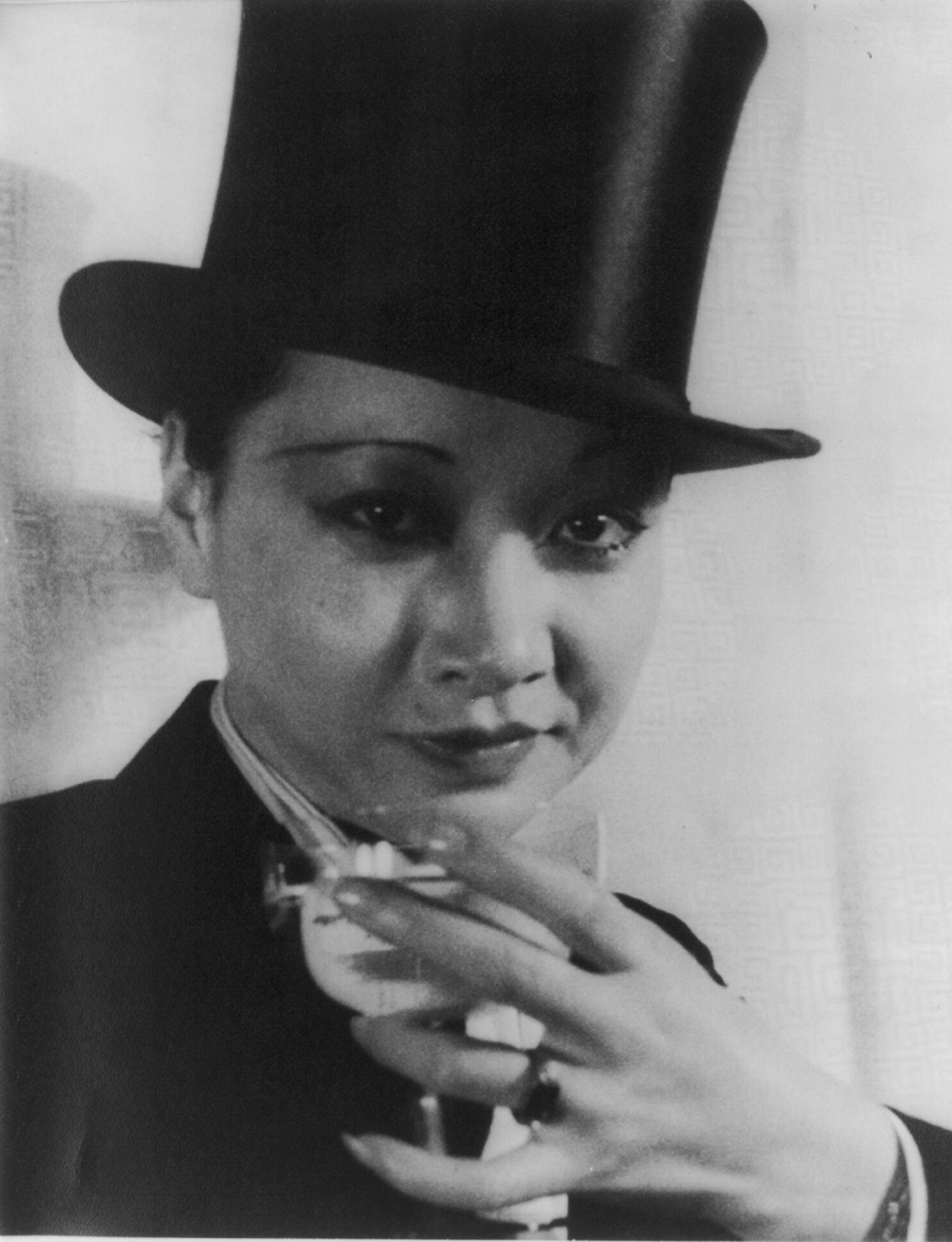
Anna May Wong a Carl van Vechten gyűjteményben

Anna May Wong Európába érkezése után az első pár hónapot Berlinben töltötte. Ebben az időben Berlint avantgárd kulturális élete és a kisebbségekkel szemben tanúsított toleranciája miatt a világ legmodernebb városaként tartották számon: fekete bőrű előadók népszerűsítették a dzsesszt, a nagyváros megőrült az új zenéért és a foxtrottért. Számos éjszakai klub csalogatta vendégeit és prostituáltak lepték el az utcákat. Wong otthon érezte magát ebben a környezetben és szabadon forgolódott művészi, illetve értelmiségi körökben. 1928 júniusában együtt töltött egy estét Walter Benjamin filozófussal, aki akkoriban a Literarische Welt című folyóirat számára fogalmazott esszéket. Wonggal való találkozójáról a lap július 6-i számában írt. Benjamin írása az egyik legleleplezőbb forrás a színésznő személyiségéről.
Wong egy olyan társadalomba csöppent, ahol akkoriban ritkán fordultak meg kínai emberek, csupán tengerészként vagy utcai árusként érkeztek az országba. A német nagyközönség hollywoodi sztárként fogadta. Német fényképészek és lapkiadók sorban álltak nála, hogy portrét állítsanak össze róla. Lotte Jacobi egy egész sorozat látványos fényképet készített, amik tekintélyes magazinok címlapján jelentek meg szerte Európában.
Richard Eichberg rendező és filmproducer Karl Gustav Vollmoeller javaslatára rögtön három filmre szerződtette Wongot Berlinben. A Vollmoeller elbeszélése alapján készült Schmutziges Geld című filmben egy maláj lányt játszik. Jack (Heinrich George), az illegalitásba menekült híres festő megmenti a lányt a matrózok zaklatásaitól. Jack és Song (Wong) együtt maradnak és a kikötő zenés kocsmáiban keresik pénzüket késdobálóként, illetve táncosnőként. A bonyodalmak akkor kezdődnek amikor a zenés lokál tulajdonosa is szemet vet Songra és megjelenik Gloria, Jack egykori szerelme.
A film ősbemutatóját 1928. augusztus 21-én, Berlinben rendezték meg. A német kritikákra válaszolva a The New York Times azt írta, hogy Wongot nemcsak kiemelkedő tehetsége, hanem szépsége miatt is körberajongják. Ezen kívül a cikk leírja, hogy a németek elsiklanak Wong amerikai múltja fölött, és csak kínai származásáról tesznek említést.
A Großstadtschmetterling című film ősbemutatójára 1929. április 10-én került sor. A film Párizs bohém világában játszódik (a forgatás Párizsban, Nizzában és Monte-Carlóban történt): a kíméletlen és gátlástalan bohóc – Coco (Alexander Granach) – szerelmes a szép kínai táncosnőbe, Mahba (Wong) és állandóan követi. Amikor Coco megöl egy akrobatát, a gyanú Mahra esik. Mah egy orosz festő, Kuzmin (Louis Lerch) festőműhelyében talál menedéket, és a modellje lesz. Mah egy csekket akar beváltani Kuzmin részére, Coco követi őt, de amikor Mah nem hajlandó vele menni, elveszi a pénzét és megfenyegeti, hogy megöli Kuzmint, ha elárulja a lopást. Mah nem meri elmondani Kuzminnak a történteket, a festő ezért Maht tartja az igazi tolvajnak és kidobja. Sok bonyodalom után Mah végül leleplezi Cocót, visszaszerzi a pénzt és felvilágosítja Kuzmint a történtekről. A bűneitől tisztára mosott kínai lány végül eltűnik a tömegben.
A harmadik Eichberg-film – Hai-Tang. Der Weg zur Schande (1930) – Wong első hangosfilmje volt. A forradalom előtti Oroszországban Hai Tang, a fiatal kínai varieté-énekesnő (Wong) beleszeret Boriszba (František Lederer), a jóképű tisztbe. A kapcsolatuk akkor kezd bonyolódni, amikor Borisz parancsnoka, egy nagyherceg is szemet vet az énekesnőre. Wang Hu, Hai Tang fivére megpróbálja megakadályozni a nagyherceg közeledési kísérleteit és rálő. Wang Hut halálra ítélik, de az ítélet végrehajtására nem kerül sor, mert Hai Tang inkább beleegyezik abba, hogy testvérével elhagyja az országot, minthogy a nagyherceg szeretője legyen. Ezzel viszont saját szerelméről is lemond.
A filmet több nyelven is felvették: mivel Wong az angol nyelv mellett németül és franciául is jól beszélt, ezért mind a három nyelvváltozatban szerepelt. Az angol verzióban (The Flame of Love) John Longden játszotta Borisz hadnagyot és Georg H. Schnell a nagyherceget. A francia változat (Haï-Tang) férfi főszereplői Robert Ancelin és Marcel Vibert voltak. Wong Német kiejtése annyira jó volt, hogy a német kritikusok azt gondolták, hogy szinkronizálták a hangját.
Filmtörténetileg azért is voltak jelentősek Wong fellépései német filmekben, mert a kínaiak – és elsősorban a kínai nők – az akkori Németország közéletében és a média világában ismeretlenek voltak, szinte nem léteztek. A német közönség nagy részének Anna May Wong volt az első kínai nő, akit filmjei és a vele készített interjúk alapján jobban megismerhettek; Wong megjelenése a németországi mozivásznakon jelentősen befolyásolta a kínaiak általános megismerését és elfogadását Németországban. A német sajtóban többnyire nem kínai származású amerikaiként, hanem (amerikai) kínaiként tettek róla említést.

#### Anglia
Londonban Basil Dean a The Circle of Chalk című ötfelvonásos Klabund-darabban kínált szerepet Wongnak. A színésznő első színpadi alakításában a fiatal Laurence Olivier-vel játszhatott együtt. Az angol kritikusok bírálták kaliforniai kiejtését, hangját „jenki nyekergésnek” titulálták, az amerikai kritikusok pedig műveletlen torokhangról írtak, ezért Wong egy nyelvtanárhoz fordult a Cambridge-i Egyetemen, akinél megtanulta az angol kiejtést.
Wong utolsó némafilmjében, Ewald André Dupont 1929-ben készült Piccadilly című alkotásában, Jameson Thomas mellett kapott főszerepet. A melodrámában Shoshót, a nagyravágyó mosogatólányból lett kínai táncoscsodát játszotta. A film egyik jelenetében Shosho közelebb csalogatja magához a Piccadily klub tulajdonosát, és hagyja, hogy lehulljon arcáról a kendő: a részletet Graham Russell Hodges Wongról szóló biográfiájában a némafilmek történetének egyik legerotikusabb jelenetének tartja. A Variety című lap azt írta róla, hogy „túlragyogja” az akkor legjobban fizetett színésznőt, Gilda Grayt. Alakítását további főszerepek követték.
1930 nyarán Bécsbe utazott, ahol a Springtime című darabban lépett fel. Egy bécsi kritikus azt írta róla, hogy Wong teljesen hatalmába kerítette a közönséget, és a nehéz német nyelvű részeket is mesterien teljesítette.

### Az 1930-as évek eleje

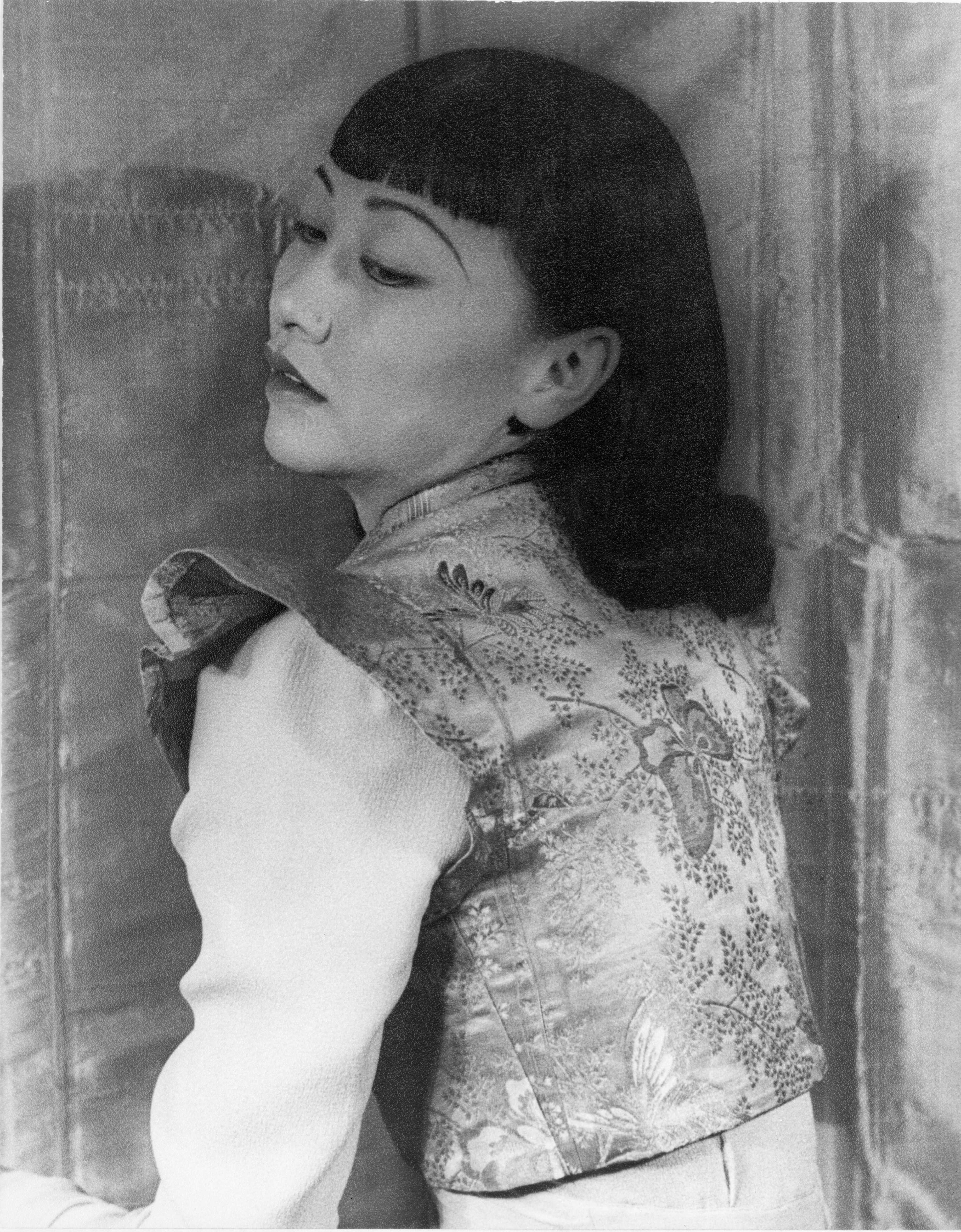
Anna May Wong a Carl van Vechten gyűjteményben

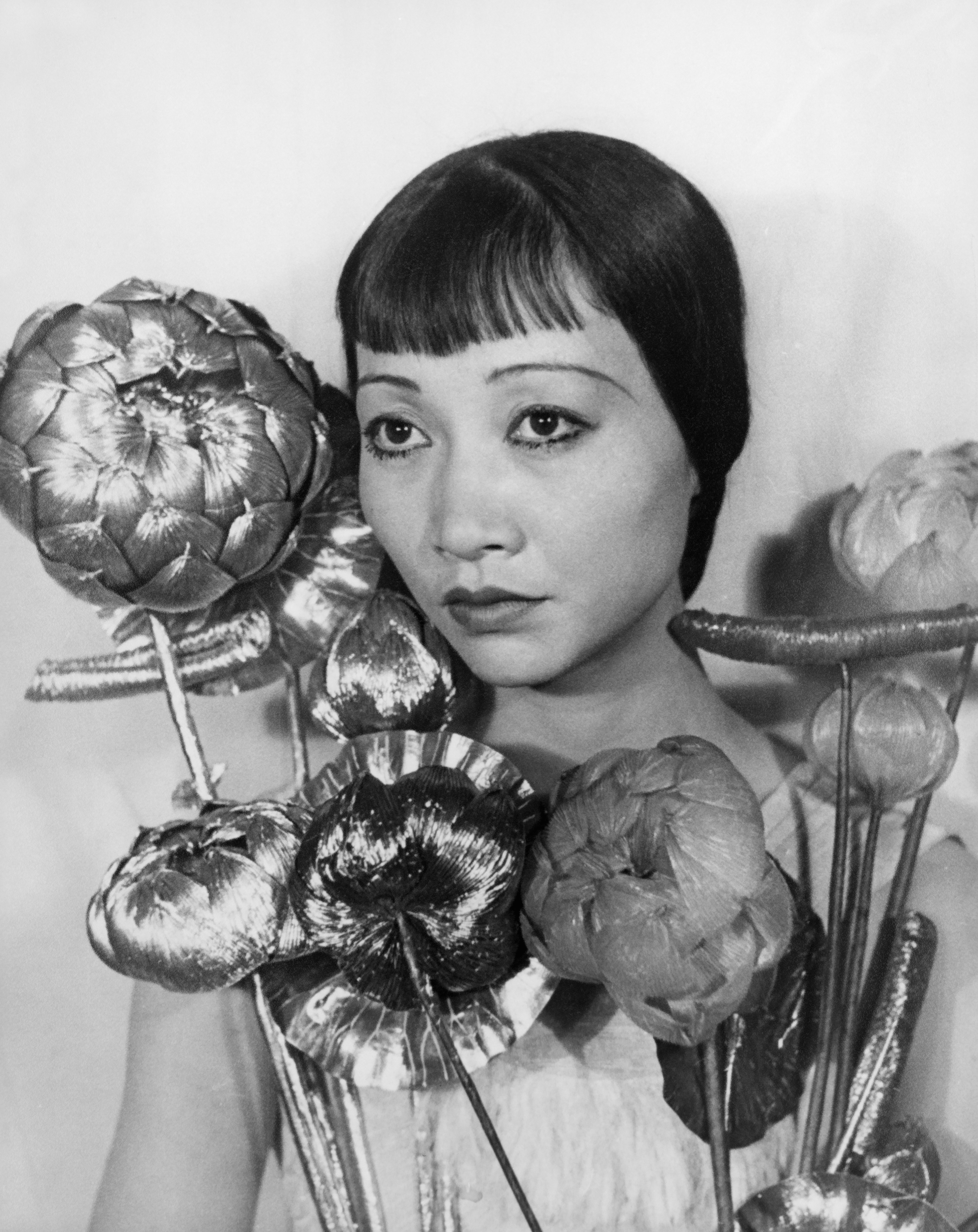
Anna May Wong a Carl van Vechten gyűjteményben

Európai sikerei hatására az Egyesült Államokban is felfigyeltek rá. A Paramount Pictures filmvállalat főszerepeket, kiemelkedő fizetést ígért és egy szerződést ajánlott neki, ezért 1930 késő nyarán visszatért hazájába. Visszatérését a szaksajtóban különleges eseményként kommentálták: etnikai szerepeiből kinőtte magát és elismert amerikai filmcsillaggá fejlődött.
Kezdetben a Broadway színpadán játszott Edgar Wallace On the Spot című novellájának nagy sikerű színpadi változatában, Wallace közvetlen felkérésére. A darabot óriási sikerrel játszották; később ugyanebből a novellából, Dangerous to Know címmel, Wong főszereplésével film készült.
Abban a reményben, hogy egy Josef von Sternberg filmben szerepelhet, Wong ismét elfogadott egy sztereotip szerepet: a Sax Rohmer sikerregényéből készült Daughter of the Dragon című filmben Fu Manchu bosszúszomjas lányát alakította. Ez volt Wong utolsó „gonosz kínai” alakítása és egyetlen főszerepe a korszak másik híres ázsiai színésze, Sessue Hayakawa mellett.
Ezt Wong legismertebb filmje (annak ellenére, hogy csak mellékszereplőként jelent meg benne), a Shanghai Express követte (1932). Josef von Sternberg kalandfilmjének főszereplője Marlene Dietrich volt. A szerepet Karl Gustav Vollmoellernek köszönhette, aki baráti viszonyban állt Josef von Sternberggel és az egyre híresebbé váló Marlene Dietrichhel. Bár az akkori kritikák elsősorban Dietrich előadásmódjára és Sternberg rendezésére figyeltek, a mai filmtörténészek úgy ítélik meg, hogy Wong alakítása háttérbe szorítja Dietrichét.
A kínai sajtó Wong karrierjéről korábban vegyes kritikákat jelentetett meg; a Shanghai Expressben való szereplését kevésbé kedvezően fogadták: az egyik lapban „Paramount Kína megszégyenítésére használja Wongot” címmel jelent meg az egyik leghevesebb írás.
Az 1930-as években Amerikában és Európában is divatikonnak tartották: 1934-ben a Mayfair Mannequin Society of New York „a világ legjobban öltözött nőjének” szavazta meg, 1938-ban a Look magazin „a világ legszebb kínai lánya” címmel tisztelte meg.
Ezt követően további amerikai és angol filmekben szerepelt, de a siker kissé alábbhagyott. Kínai származása miatt az akkori ízlésnek megfelelően klisészerű szerepet kapott: a Study in Scarlet című bűnügyi filmben ál-özvegyet játszott, a Tiger Bay című filmben táncosnő volt, a Java Headben mandzsu hercegnőként lépett fel (az egyetlen film, amelyben Wong megcsókolja a férfi főszereplőt, filmbeli férjét) vagy keleti rabszolgalányt játszott a Chu Chin Chowban. A Will H. Hays által 1930-ban létrehozott Hollywood első önkorlátozó szabálygyűjteménye szigorú előírásai szerint különböző bőrszínű emberek nem lehettek egymással meghitt kapcsolatban a mozivásznon, szó sem lehetett csókjelenetről a kamera előtt. Ez egyértelműen megakadályozta, hogy Wong – meglévő filmdíva-tulajdonságai ellenére – Amerikában leading lady (női főszereplő) lehessen. A The Son-Daughter című film női főszerepét Wong helyett Helen Hayes kapta meg; a Metro-Goldwyn-Mayer úgy ítélte meg, hogy Wong „túl kínai ahhoz, hogy kínait játsszon” és a Hays-szabályok értelmében egyébként sem adhatott elő romantikus jeleneteket a film főszereplőjével, Ramón Novarróval. Eredetileg Wongot választották ki Yen tábornok ágyasának alakítására a The Bitter Tea of General Yen című filmben, ám a szerepet végül mégis Toshia Mori kapta.
Wongnak ismét csalódnia kellett Hollywoodban, ezért visszatért Nagy-Britanniába, ahol közel három évig maradt. Filmszerepei mellett vaudeville-előadások során bejárta Skóciát, Írországot és a távolabbi brit területeket.

#### Az édes anyaföld (The Good Earth)

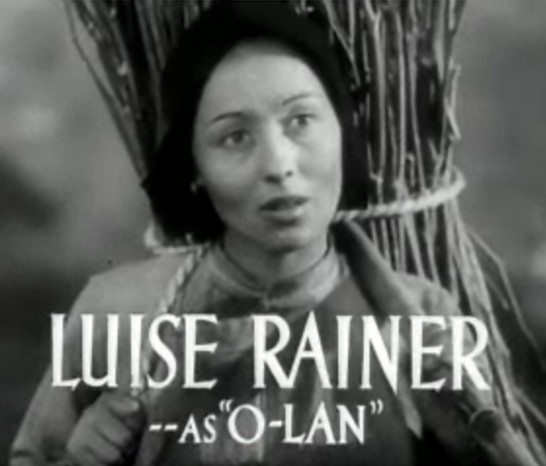
Luise Rainer O-Lan szerepében Az édes anyaföld című filmben

Az 1930-as években igen népszerűek lettek Pearl S. Buck írásai, különösen Az édes anyaföld (The Good Earth) című regénye, amiért az írónő 1932-ben Pulitzer-díjat kapott. A könyv Wang Lung életének leírásán keresztül részletesen bemutatja a kínai vidéki életet, a forradalom előtti kínai társadalmat és legfőképpen a nők helyzetét. Az amerikai olvasók megismerhették a kínai hétköznapokat, a könyv hatására megváltozott a kínai-amerikaiak megítélése, nőtt a Kínával szembeni szimpátia is. Wong azt gondolta, hogy ezzel lehetőség nyílik több nagyobb pozitív szerepre is amerikai filmekben, ezért 1935 júniusában visszatért az Egyesült Államokba azzal a céllal, hogy megszerezze a regény alapján készülő Metro-Goldwyn-Mayer-film női főszerepét. Wong már 1931-ben – a könyv első megjelenésekor – elolvasta a regényt, és remélte, hogy egyszer majd megfilmesítik a történetet. Nagyon számított arra, hogy a filmvállalat felkéri a női főszerepre és a Los Angeles-i lapok szerint is ő volt az egyik legesélyesebb O-Lan szerepére, amit 1933 márciusában egy reklámkampánnyal is alátámasztottak. Maga az írónő is azt remélte, hogy kínai színészeket választanak a főszerepekre. Ennek ellenére a filmstúdiónál látszólag szóba sem jött, hogy Wongnak adják a szerepet, mert a férfi főszerepre – yellowface szerepre – az európai származású Paul Munit választották ki. A hollywoodi szabályok értelmében Wong nem kaphatta meg a női főszerepet, helyette a német származású Luise Rainert kérték fel, aki alakításáért Oscar-díjat kapott. Ugyanakkor a kínai kormány tanácsadója is azt ajánlotta a stúdiónak, hogy ne Wongot jelöljék a szerepre, mondván, ha Wong megjelenik egy filmben, az mindig zavart kelt Kínában. A főszerep helyett az álnok kurtizán, Lotus szerepét kínálták fel, de ezt Wong visszautasította. (A filmben megjelent viszont Wong húga – Mary Liu Heung Wong – Little Bird szerepében.) Az MGM viselkedése Wonggal szemben az 1930-as évekbeli szereposztás-diszkrimináció leghírhedtebb esetei közé tartozik.

#### Kínai utazása
A fiatal Anna May Wong mindig megpróbálta levetkőzni kínai származását, egy flapper – modern nő – életstílusa szerint élt, aki tüntetőleg elutasította szülei hagyományokhoz ragaszkodó életmódját. Később felébredt benne a vágy, hogy megismerje kulturális gyökereit. A Metro-Goldwyn-Mayer másodrangú szerepei sem marasztalták különösen, ezért 1936-ban egyéves útra indult Kínába, hogy meglátogassa édesapját (aki 1934-ben tért vissza szülőhazájába), hogy irodalmi kínai nyelvet tanuljon (a szülői házban csak kantoni nyelvet beszéltek), valamint hogy Mei Lanfang segítségével többet megtudjon a kínai színházról, illetve a keleti (pekingi) operáról.

A kozmopolita Peking és Sanghaj kulturális elitje sztárként fogadta, de a kínai nagyközönség többnyire elutasító volt vele szemben, mert az ország felfogása szerint vétett a szokások ellen: hajadon családi állapota és színésznői tevékenysége kínai mértékkel nézve a prostitúció fogalmát súrolta. Az Egyesült Államokban élő kínaiak is ugyanezen az állásponton voltak. Néhány filmjében – akarata ellenére – előnytelen képet mutatott be a kínai kultúráról az amerikai közönségnek, ezért a kínaiak politikai okokból is gyanúsnak tartották. Szigorúan kritizálta a nemzeti kormány és a filmközösség is. Nehezen értett szót az emberekkel, hiszen az általa beszélt dialektust kevesen értették; saját hazájában csak tolmács segítségével tudott kommunikálni.
Kínában szerzett tapasztalatait amerikai újságok (Herald Tribune, Los Angeles Times, Photoplay) hasábjain megjelenő cikkekben írta le.
Bár Wongot elbűvölte elődei országa, rájött, hogy túlságosan „elnyugatiasodott” ahhoz, hogy hosszabb ideig maradni tudjon. Emancipált nőként, életvitele miatt elítélték a kínai társadalomban, és állandó rosszallással találkozott. Visszatérése után azt nyilatkozta, hogy nem tudna kínai színházban játszani, és nagyon sajnálja, hogy Kínában túl amerikai, Amerikában pedig inkább fehér bőrű színészeket keresnek kínai szerepekre.

### Az 1930-as évek vége

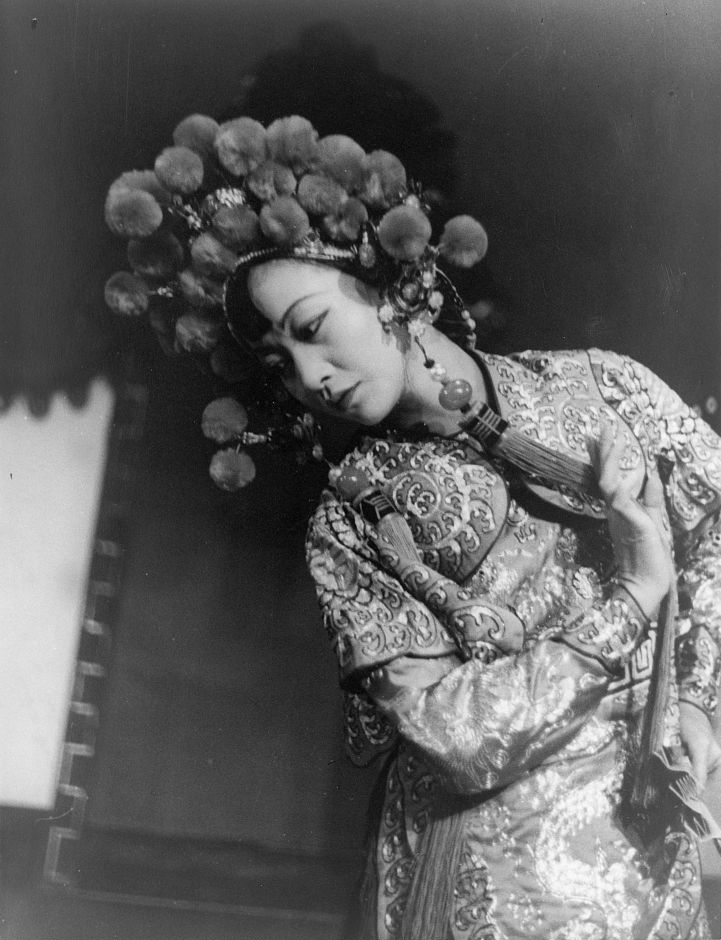
Anna May Wong a Carl van Vechten gyűjteményben

Visszatérve Hollywoodba Wong a Paramount Pictures kötelékében B-filmek (alacsony költségű filmek) szereplője lett. A kínai–japán háború idején nőtt az amerikai közönség szimpátiája a kínaiakkal szemben, így jöhettek létre az 1930-as éves második felében olyan filmek is, amelyben a kínaiakat kevésbé ellenségesnek, sokkal inkább barátságosnak mutatták be.
1937-ben a Daughter of Shanghai című filmben a színésznő karrierje egyik legérdekesebb szerepét játszotta: az édesapja halálát megbosszuló kínai származású amerikai nő szerepét újraírták – Wongra szabva. A szerep annyira illett Wonghoz, hogy a stúdión belül „Anna May Wong sztoriként” emlegették. A filmről azt nyilatkozta, hogy eddigi szerepei közül ezt kedveli a legjobban, mert a film kivételes esélyt ad a kínaiaknak arra, hogy rokonszenvesnek jelenjenek meg a filmvásznon. 1938-ban a B-film készítő Robert Florey kedvéért ismét kamera elé állt a Dangerous to Know című filmben.
A Paramount Pictures oktatóként is alkalmazta más művészek mellé, és rádiójátékokban is szerepelt. Kabaré műsorával – amelyben kantoni nyelven, franciául, németül, angolul, dánul és svédül is énekelt – bejárta az Egyesült Államokat, Európát és Ausztráliát.
Az utazása során kialakult ellentmondó érzései ellenére, az USA-ba való visszatérése után egyre inkább azonosult Kínával, és színésznőként megpróbált hozzájárulni az ország összképének és hírnevének javításához. Korábbi filmjeiben gyakran mutogatta lábait, ami a kínai szokások szerint visszataszító volt, ezért ettől kezdve csak hosszú ruhákban állt a kamerák elé. A kínai útja során vásárolt kínai viseleteket és egyéb ruhadarabjait, amit eredetileg színpadon és képernyőn akart használni, 1938-ban aukción elárverezte, és a bevételt a United China Relief nevű kínai segélyszervezetnek adományozta. Az 1942-ben összeállított New Chinese Recipes (Új kínai receptek) című szakácskönyv (az egyik legelső kínai szakácskönyv) előszavát is a United China Reliefnek ajánlotta. Egyre kevesebbet szerepelt filmekben, helyette pénzgyűjtő akciókat szervezett a kínai–japán háború menekültjeinek megsegítésére, illetve a japán politikai és katonai elnyomás alatt álló Kína részére.
A második világháború idején Anna May Wong minden alkalmat kihasznált, hogy kínai honfitársainak érdekeit szolgálva Japán ellen irányuló propagandafilmekben fellépjen. 1942-ben és 1943-ban főszerepet játszott két Alexander-Stern produkcióban (Lady from Chungking és Bombs Over Burma); a két filmszerepéért kapott gázsiját szintén a United China Reliefnek adta. A filmek érdekessége, hogy yellowface filmek, ahol a kínai szerepet kínai származású amerikaiak alakították, a negatív jellegű japán szerepeket viszont nem a szokás szerinti kínai-amerikai színészeknek, hanem európai származású amerikai művészeknek adták.

### A háború utáni évek
A második világháború után Anna May Wong karrierje véglegesen megingott. A hidegháború kezdetével az Egyesült Államokban ismét fellángolt a kínaiak elleni rasszizmus, ami újból megnehezítette az ázsiai származású amerikaiak munkakörülményeit. Wong hat évig tartó szünet után, 1949-ben állt újra kamera elé – mint szolgálólány – az Impact című filmben. 1951-ben William Dieterle Peking Express című filmjében szintén mellékszerepet kapott, de a jelenetek, amikben fellépett, a vágó ollójának áldozatává váltak.
Ugyanebben az évben a Dumont Networknél saját tv-sorozatot kapott (The Gallery of Madame Liu Tsong), amelyben a kínai nyomozónő szerepe nagyon jól illett Wonghoz. Ez volt az első amerikai tv-sorozat, amelynek ázsiai származású főszereplője volt. Haláláig (1961) többször is fellépett kisebb szerepekkel tv-sorozatokban (Adventures in Paradise, The Barbara Stanwyck Show, The Life and Legend of Wyatt Earp); utolsó kisebb játékfilm-szerepét (a női főszereplő háztartásvezetője) az 1960-ban készült Portrait in Black című krimiben játszotta Lana Turner és Anthony Quinn mellett. Henry Koster Flower Drum Song című musicalében Madame Liangot alakította volna, de már nem tudott kamerák elé állni: az 1940-es évektől alkoholproblémával küszködő művésznő májzsugorodásban szenvedett, végül 56 évesen szívinfarktus okozta a halálát.

## Magánélete
Anna May Wong sohasem ment férjhez. Egy 1932-ben, a párizsi Revue Mondialeban megjelent interjúban elismerte, hogy színészi pályafutásának végét jelentette volna, ha feleségül megy egy kínai vagy kínai-amerikai férfihoz, mivel a kínai erkölcsi eszmék szerint egy férjezett, többgyermekes nő ritkán mehetett emberek közé, tehát színésznőként egyáltalán nem dolgozhatott volna. Szerelmi kapcsolata volt több fehér bőrű férfival, többek között Marshall Neilan rendezővel és az angol Eric Maschwitz-cel, a házasság szóba sem jöhetett, mert Kaliforniában egészen 1948-ig tiltották a vegyes házasságot, de egy Kalifornián kívül kötött házasság is ártott volna Wong és partnerei hírnevének.
Életre szóló barátság kötötte Carl van Vechten amerikai fényképészhez és feleségéhez, Fania Marinoffhoz. Több évtizeden keresztül egy háztartásban élt Richard nevű öccsével. Kisebbik húga, Mary, szintén színésznő volt, szerepelt Az édes anyaföld című filmben is.

## Előadásmódja, kifejező eszközei
Anna May Wong előadásmódjára jellemző, hogy nagy hangsúlyt fektetett az olyan művészi kifejező eszközökre, mint a hajviselet, ruházat és a mozdulatok – mindenekelőtt a kézmozdulatok –, amiket a kínai kultúrából kölcsönzött. A korabeli filmsajtó Wong kezeit Hollywood legszebb kezeinek tartotta. A filmbeli kosztümök többnyire saját terjedelmes ruhatárából származtak, amiket ő maga választott ki. A kínai ruhadarabok, a hajviselet és a gesztusok igazi jelentése ismeretlen volt az egész filmstáb és tulajdonképpen a teljes amerikai, illetve európai nézőközönség előtt is, viszont a kínai publikumnak árnyalatokkal és utalásokkal szolgált. Jó példa erre a Piccadilly című film azon jelenete, amikor Shosho először lép fel az egyenruhás „fehér” nézőközönség előtt: a hajfonatát egy kínai földművelő hajviseletéhez hasonlóan a tarkójára tűzte, amivel Shosho alakja egy ártatlan szűz jellemét kapta. Erotikusnak vélt testmozdulatai is a Tang-dinasztia hagyományos táncát idézik.

## Személyiségének és művészetének hatása

### Anna May Wong hírneve a kínai-amerikai nyilvánosság előtt
Anna May Wong a 20. század elején a modern kínai nők egyik legjelentősebb, világszerte ismert képviselője volt.
Kínában, különösen a kínai sajtóban eltérő véleménnyel nyilatkoztak filmjeiről, mindenekelőtt a Shanghai Expressről. Az 1930-as évek Kínában a virágzó nacionalizmus évei voltak: a Wong által játszott sztereotip filmszerepeket sokan kritizálták, annál is inkább, mert voltak olyan kínai színészek is Hollywoodban (például Li Shimin), akik nemzeti büszkeségből visszautasították az ehhez hasonló szerepeket. A kritikákat a Kuomintang által szervezett erkölcsi kampány is jelentősen befolyásolta. Ellentmondásosan és nagy részben elutasítóan vélekedtek a nők emancipációjáról is, így Wong – mint a modern kínai idők nemzetközi képviselője – ezáltal is a negatív kritika áldozata lett.
Csupán kínai művész- és értelmiségi csoportok, valamint a nemzetközi filmek kedvelői álltak ki mellette, akik Kínában világsztárként fogadták és ünnepelték.
A második világháború idején a kínai vezetés – elsősorban az 1942–43-ban amerikai propagandalátogatásra utazó, befolyásos Szung Mej-ling, Csang Kaj-sek felesége – még elutasítóbb volt Wonggal szemben.

### Anna May Wong és a homoszexualitás
Berlini tartózkodása során Wong 1928 őszén találkozott Marlene Dietrichhel és Leni Riefenstahllal. Dietrich életrajzírói egy Wong és Dietrich közötti leszbikus kapcsolatról írnak. Hodges, Wong életrajzírója ezt azzal magyarázza, hogy az akkori berlini művészi körökben ilyen esetek, illetve homoszexuális helyzetek hozzátartoztak a mindennapi élethez. Szerelmi viszonyt emlegettek Riefenstahl és Wong között is. Vitathatatlan, hogy Wong eleganciájával, divatos öltözködésével, kisfiús alakjával és mély hangjával nagy vonzerővel bírt, és erotikus hatással volt környezetére.

### Anna May Wong a művészetben
Andy Warhol Crazy Golden Slippers címmel, kollázs formájában állított emléket Anna May Wongnak. A mail art művész Ray Johnson egy képzeletbeli Anna May Wong rajongói klubot hozott létre, amelynek 1972. június 3-i New York-i találkozóján Naomi Sims lépett fel Wongként.
Az 1990-es évek elején a festő Martin Wong is foglalkozott Anna May Wong modern ábrázolásával, amivel több ázsiai-amerikai értelmiségi figyelmét felkeltette a színésznő iránt. 1999-ben Mike Kelley szobrász egy, a Los Angeles-i chinatownban elhelyezett szökőkúttal állított emléket Wongnak.
A Hollywood Boulevard és a La Brea Avenue sarkán található Gateway to Hollywood nevet viselő pavilon négy, ezüstből készült szobor-tartóoszlopa közül az egyik Wongot ábrázolja életnagyságban. A szobrot Catherine Hardwicke Hollywood különböző etnikumú, híres főszereplői tiszteletére tervezte (a másik három művész: Mae West, Dorothy Dandridge és Dolores del Rio). Életét Damien Chazelle filmje, a 2022-ben megjelent Babylon is megörökíti.

## Film, színház, TV

### Filmjei
1919
- The Red Lantern

1920
- Outside the Law
- Dinty
- A Tale of Two Worlds
- The White Mouse

1921
- The First Born
- Bits of Life
- Shame

1922
- The Toll of the Sea

1923
- Drifting
- Thundering Dawn
- Mary of the Movies

1924
- Lilies of the Field
- The Thief of Bagdad
- The Fortieth Door
- The Alaskan
- Peter Pan

1925
- Forty Winks
- His Supreme Moment

1926
- Fifth Avenue
- A Trip to Chinatown
- The Silk Bouquet/The Dragon Horse
- The Desert's Toll

1927
- Driven from Home
- Mr. Wu
- The Honorable Mr. Buggs
- Old San Francisco
- Why Girls Love Sailors
- The Chinese Parrot
- The Devil Dancer
- Streets of Shanghai

1928
- Across to Singapore
- The Crimson City
- Chinatown Charlie
- Schmutziges Geld/Song/Show Life/Wasted Love
- Großstadtschmetterling

1929
- Piccadilly

1930
- Elstree Calling

1931
- Daughter of the Dragon

1932
- Shanghai Express
- Hollywood on Parade

1933
- A Study in Scarlet

1934
- Tiger Bay
- Chu-Chin-Chow
- Limehouse Blues/East End Chant
- Java Head

### Színházi fellépései
1929
- Circle of Chalk (London)

1930
- On the Spot (London)
- Die chinesische Tänzerin (Bécs)
- On the Spot (New York City, Broadway)

1931
- On the Spot (Los Angeles)

1937
- Turandot (Westport)

1943
- The Willow Tree (Cambridge)

### TV-fellépései
1951
- The Gallery of Madame Liu-Tsong (tíz részes sorozat)

1956
- Producers' Showcase (The Letter című epizód)
- Bold Journey (Native Land című epizód)
- Climax! (The Chinese Game című epizód)

1958
- Climax! (The Deadly Tattoo című epizód)

1959
- Adventures in Paradise (The Lady from South Chicago című epizód)

1960
- The Life and Legend of Wyatt Earp (China Mary című epizód)

1961
- The Barbara Stanwyck Show (Dragon by the Trail című epizód)

### Rádió-fellépései
1939
- The Patriot (Pearl S. Buck regénye)

## Fordítás
Ez a szócikk részben vagy egészben az Anna May Wong című angol Wikipédia-szócikk fordításán alapul.  Az eredeti cikk szerkesztőit annak laptörténete sorolja fel. Ez a jelzés csupán a megfogalmazás eredetét és a szerzői jogokat jelzi, nem szolgál a cikkben szereplő információk forrásmegjelöléseként.